# Sulejów (gemeente)
De gemeente Sulejów is een stad- en landgemeente in het Poolse woiwodschap Łódź, in powiat Piotrkowski.
De zetel van de gemeente is in Sulejów.
Op 30 juni 2004 telde de gemeente 15 375 inwoners.

## Oppervlakte gegevens
In 2002 bedroeg de totale oppervlakte van gemeente Sulejów 189,45 km², waarvan:
- agrarisch gebied: 48%
- bossen: 41%

De gemeente beslaat 13,26% van de totale oppervlakte van de powiat.

## Demografie
Stand op 30 juni 2004:
| Omschrijving                   | Totaal | Totaal | Vrouwen | Vrouwen | Mannen | Mannen |
| ------------------------------ | ------ | ------ | ------- | ------- | ------ | ------ |
| eenheid                        | aantal | %      | aantal  | %       | aantal | %      |
| inwoners                       | 15 375 | 100    | 7791    | 50,7    | 7584   | 49,3   |
| bevolkingsdichtheid (inw./km²) | 81,2   | 81,2   | 41,1    | 41,1    | 40     | 40     |

In 2002 bedroeg het gemiddelde inkomen per inwoner 1139,96 zł.

## Plaatsen
Adelinów, Barkowice, Barkowice Mokre, Biała, Bilska Wola, Bilska Wola-Kolonia, Dobra Woda, Dorotów, Kałek, Karolinów, Klementynów, Kłudzice, Koło, Korytnica, Krzewiny, Kurnędz, Las, Łazy-Dąbrowa, Łęczno, Mikołajów, Nowa Wieś, Piotrów, Podkałek, Podkurnędz, Podlubień, Podwłodzimierzów, Polanka, Poniatów, Przygłów, Radońka, Salkowszczyzna, Sulejów, Uszczyn, Winduga, Witów, Witów-Kolonia, Włodzimierzów, Wójtostwo, Zacisze, Zalesice, Zalesice-Kolonia.

## Aangrenzende gemeenten
Aleksandrów, Mniszków, Piotrków Trybunalski, Ręczno, Rozprza, Wolbórz